# Omen (film 2006)
Omen – amerykański horror z 2006 roku jest remakiem filmowego hitu z 1976 roku. Film powstał na bazie tego samego scenariusza, jednak spora część filmu różni się od klasycznej historii. Obraz nakręcony przez Johna Moore’a początkowo miał nazywać się „Son of the Devil 666”, jednak postanowiono nawiązać do poprzedniej wersji filmu i zmieniono tytuł na „The Omen 666”. Również data premiery filmu nie była przypadkowa, film wszedł do kin 06.06.06r. o godzinie 06:06:06 nad ranem - data i godzina mają symbolizować Znak Bestii.

## Obsada
- Liev Schreiber - Robert Thorn
- Julia Stiles - Katherine Thorn
- Mia Farrow - Pani Baylock
- David Thewlis - Keith Jennings
- Pete Postlethwaite - ojciec Brennan
- Michael Gambon - Bugenhagen
- Seamus Davey-Fitzpatrick - Damien
- Harvey Spencer Stephens - reporter (Damien z filmu Omen z 1976)

## Fabuła
Amerykański dyplomata Robert Thorn (Liev Schreiber) właśnie dowiedział się, iż jego żona Katherina (Julia Stiles) urodziła martwe dziecko. Załamany mąż nie wie, jak przekazać swojej małżonce druzgocące wieści o tym, że po raz trzeci nie udało jej się urodzić. Szpitalny kapelan proponuje, aby nie zdradzał tajemnicy o śmierci syna żonie, a przygarnął osierocone dziecko, które również narodziło się tej samej nocy. Polityk przystaje na tę propozycję, wierząc, iż uszczęśliwi swoją żonę. Przez kilka następnych lat kariera polityczna Roberta idzie we właściwym kierunku - zostaje on ambasadorem w Wielkiej Brytanii i zamieszkuje w posiadłości nieopodal Londynu. Jednak nie wszystko idzie po myśli pana Thorna, opiekunka jego syna wiesza się podczas urodzin chłopca, podczas szkolnej wycieczki, w której bierze udział Damien, wybucha nagła panika, a na dodatek chłopiec panicznie boi się chodzić do kościoła. Na domiar złego przez cały czas Roberta prześladuje ksiądz uważający, iż jego pięcioletni synek może tak naprawdę być Antychrystem, którego przyjście przepowiada Biblia. Dziwne wydarzenia zaczynają być chlebem powszednim: nowa opiekunka, pani Baylock (Mia Farrow), zdaje się oddawać cześć małemu chłopcu. Wkrótce ojciec Damiena ma dowiedzieć się, iż chłopiec tak naprawdę jest Antychrystem, a on jest jedyną osobą, która może ocalić świat przed zagładą.

## Nagrody
- 2006 rok Satelita w kategorii Najlepsze dodatki w wydaniu DVD (nominacja)
- 2007 rok Złota Malina w kategorii Najgorszy aktor drugoplanowy - David Thewlis (nominacja)